# Conté

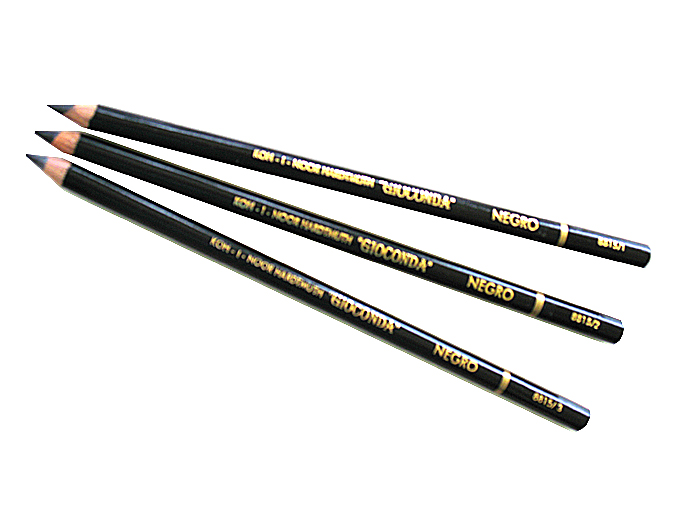
Contépotlood

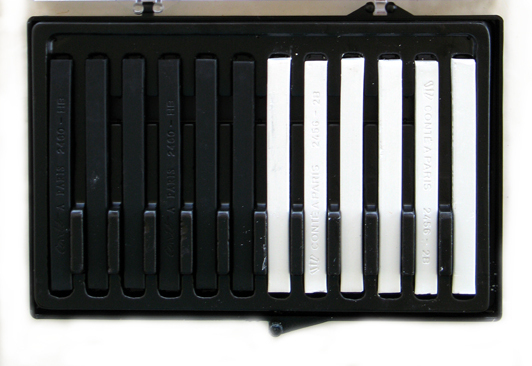
Contékrijt

Een conté is in de kunstwereld krijt dat een hogere hardheid heeft dan andere bekende krijtsoorten. Conté is doorgaans een hoekig staafje dat in de kleuren zwart, wit, rood en sepia verkrijgbaar is. Er bestaan contépotloden, contékrijt en contéstiften (in stifthouder).
Conté-potloden hebben een hardheid tussen krijt en kleurpotlood. 

## Geschiedenis
In de tijd van Napoleon (18de eeuw) werd Nicolas-Jacques Conté (uitvinder en werktuigkundig genie, 1755-1805) in 1794 gevraagd een vervanging te maken voor het toenmalige potlood gemaakt van zwavel en twee delen grafiet. Conté bracht een potlood op de markt van pijpaarde, grafiet, water en stijfsel dat verstevigd werd door het in de oven te bakken. Door de toevoeging van vettige stoffen als was, zeep of reuzel kunnen verschillende kleurvariëteiten worden bereikt.
- Zijn potloden zijn ook in omloop als contépotloden en in de winkel in drie gradaties te verkrijgen: voor zwart no. 1 middel (HB), no. 2 zacht (B) en no.3 extra zacht (BB). Voor wit en bruin is er slechts één gradatie.
- Ook was Conté de maker van krijt dat bekendstaat als contékrijt in de vorm van vierkante staafjes.

## Gebruik
- Het krijt is een gemakkelijk middel om te schetsen en is eenvoudig hanteerbaar. Het heeft het voordeel dat je handen niet zo vervuilen als bij het normale krijt als bordkrijt en pastelkrijt. Het wordt tot op heden nog veel gebruikt om studies te maken.

- Het contépotlood wordt veelal gebruikt in tekeningen waar je diepzwarte vlakken moet aanbrengen. Bij normale grafietpotloden komt er een weerkaatsing van het licht maar bij contépotloden blijft het diepe zwart. Ook wordt dit potlood gebruikt bij het schetsen of het maken van snelle impressies.

- Het uitstippen van de witte stof-vlekjes op matte fotoafdrukken. Dat betekent het invullen van de witte vlekken door het zetten van puntjes, waardoor ze alleen bij nauwkeurige bestudering van de foto nog zichtbaar zijn.